# 一戰坦克列表
這一列表列出在第一次世界大战的裝甲戰鬥車輛。

## 英國

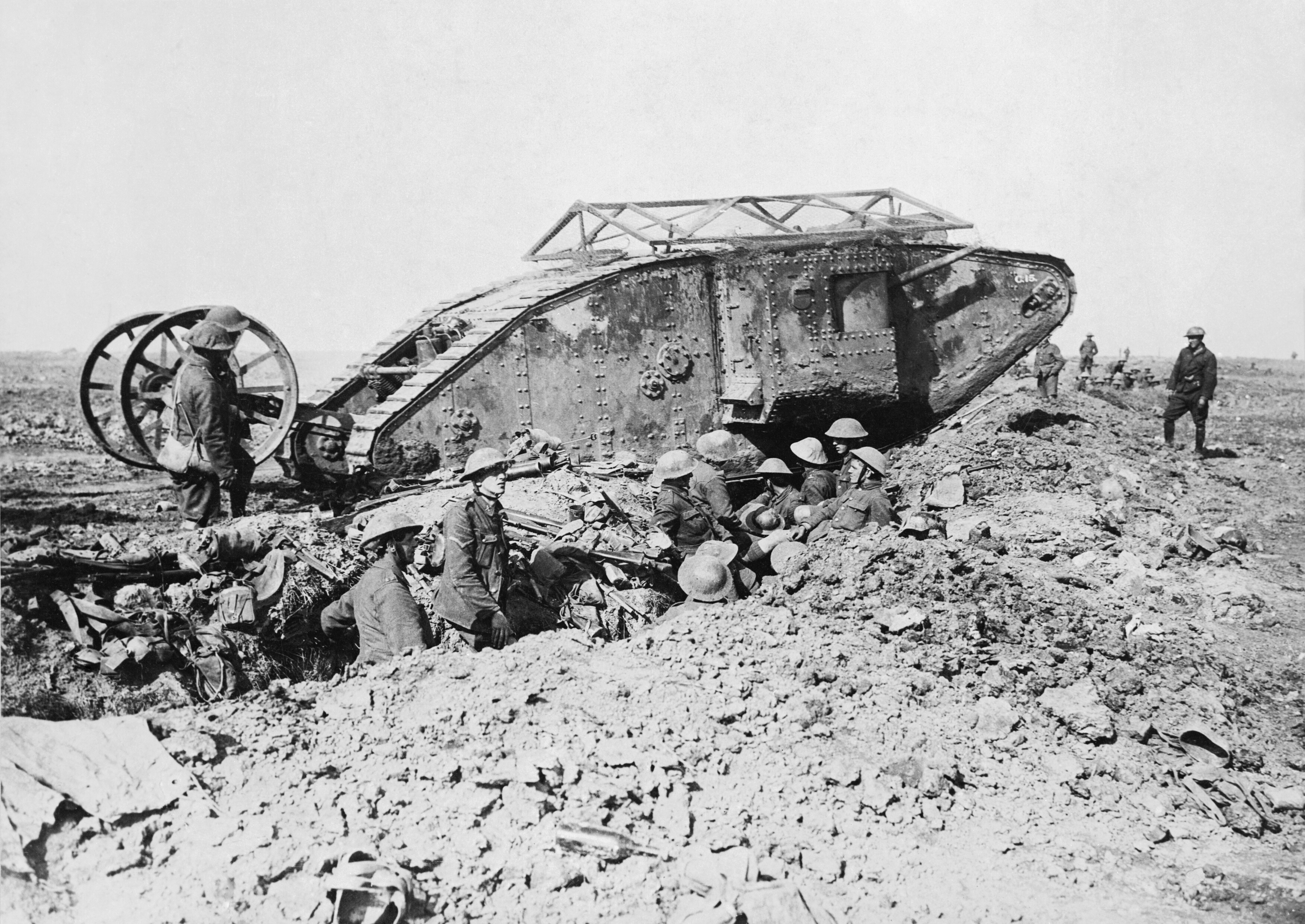
Mk.I

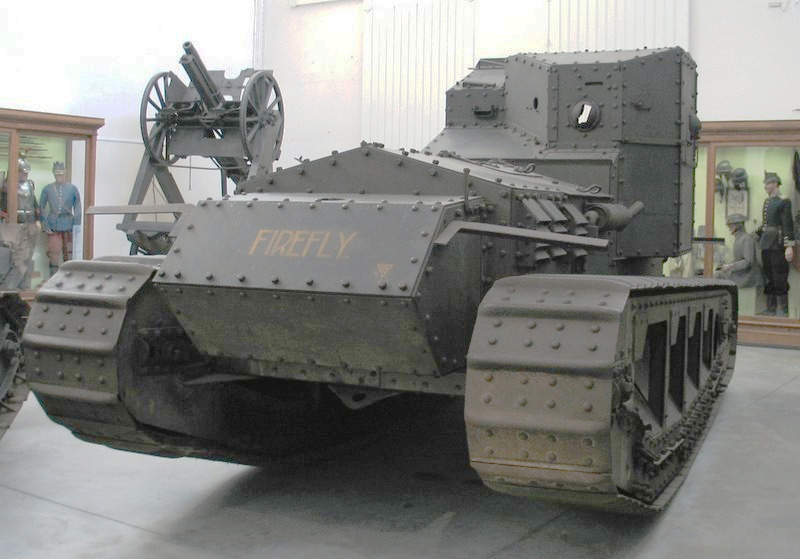
Mk.A“霍比特”

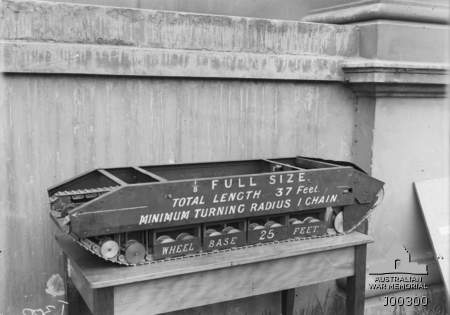
蘭斯洛特·德摩爾方案

- Mk.I-III
- Mk.IV（英语：Mark IV tank）
- Mk.V（英语：Mk V tank）
- Mk.VI（英语：Mark VI (tank)）
- Mk.VII
- Mk.VIII
- Mk.IX（英语：Mark IX tank）
- Mk.A“霍比特”中型（英语：Medium Mark A Whippet）
- Mk.B中型（英语：Medium Mark B）
- Mk.C中型（英语：Medium Mark C）
- “小威利”（英语：Little Willie）
- “小飞象”（英语：Flying Elephant）
- 基倫-海峽裝甲拖拉機（英语：Killen-Strait Armoured Tractor）
- 蘭斯洛特·德摩爾方案（英语：Lancelot de Mole）

## 法國

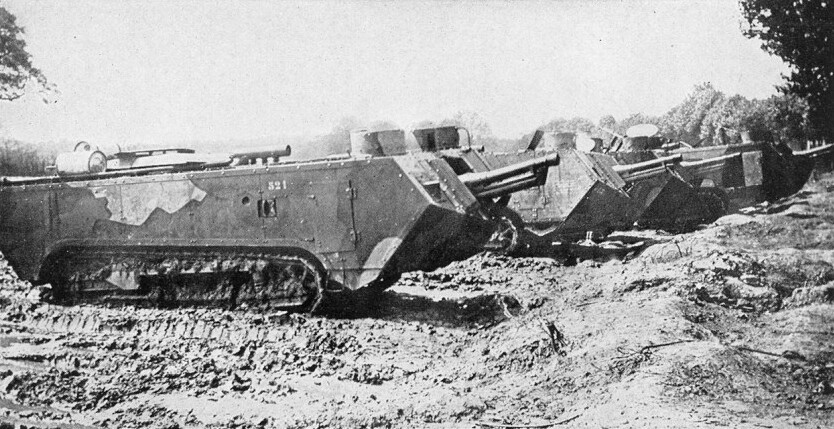
圣沙蒙

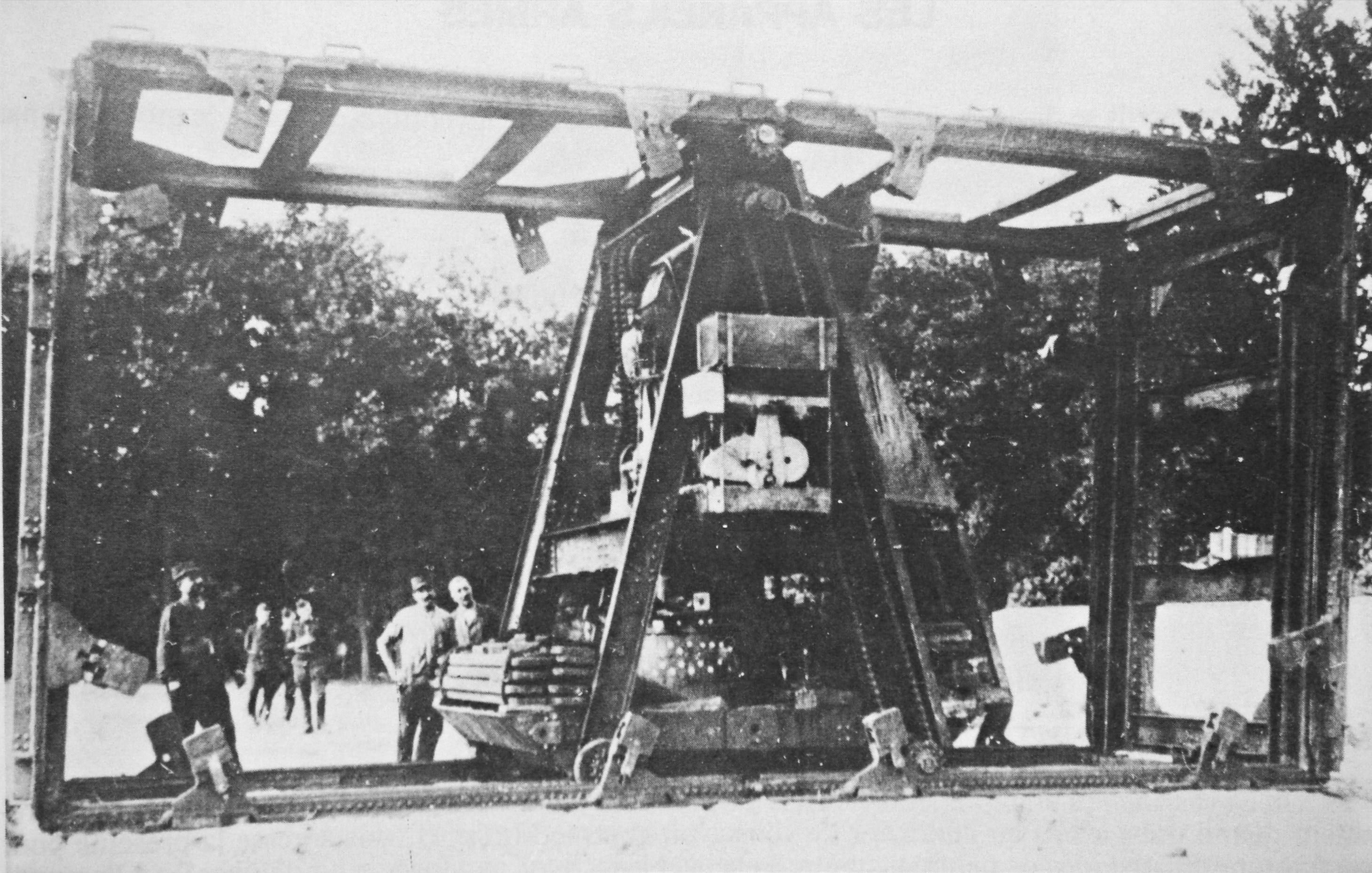
布瓦羅战车

- 施耐德CA1
- 圣沙蒙
- 雷諾FT-17
- 布列塔尼-普雷托战车（英语：Breton-Prétot machine）
- 布瓦羅战车（英语：Boirault machine）
- 弗羅-拉夫利「陸地戰艦」（英语：Frot-Laffly landship）
- 索安方案（英语：Souain experiment）
- 勒瓦瓦瑟尔方案（英语：Levavasseur project）

## 德意志帝国

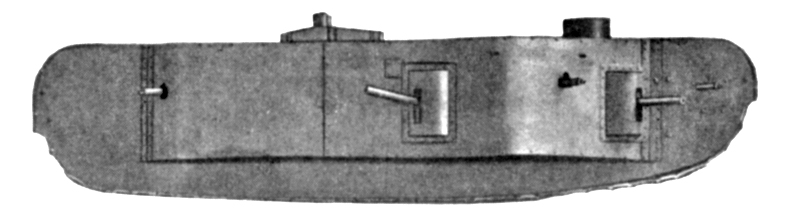
K型坦克

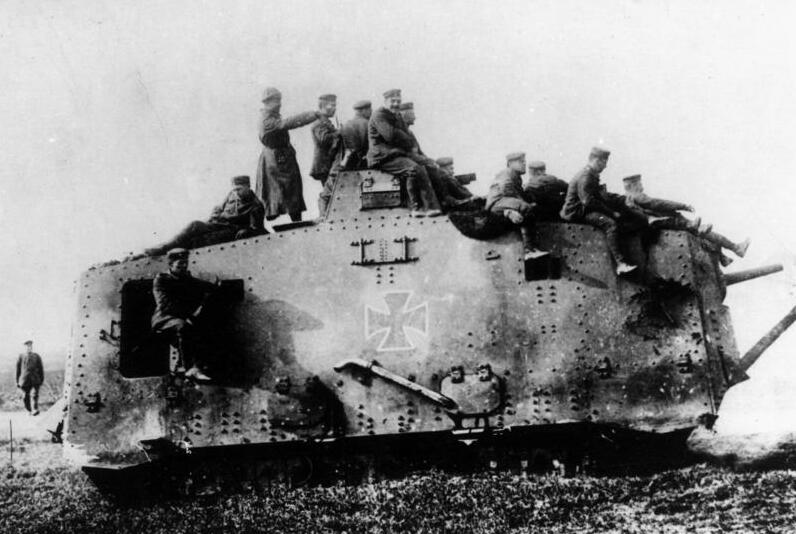
A7V

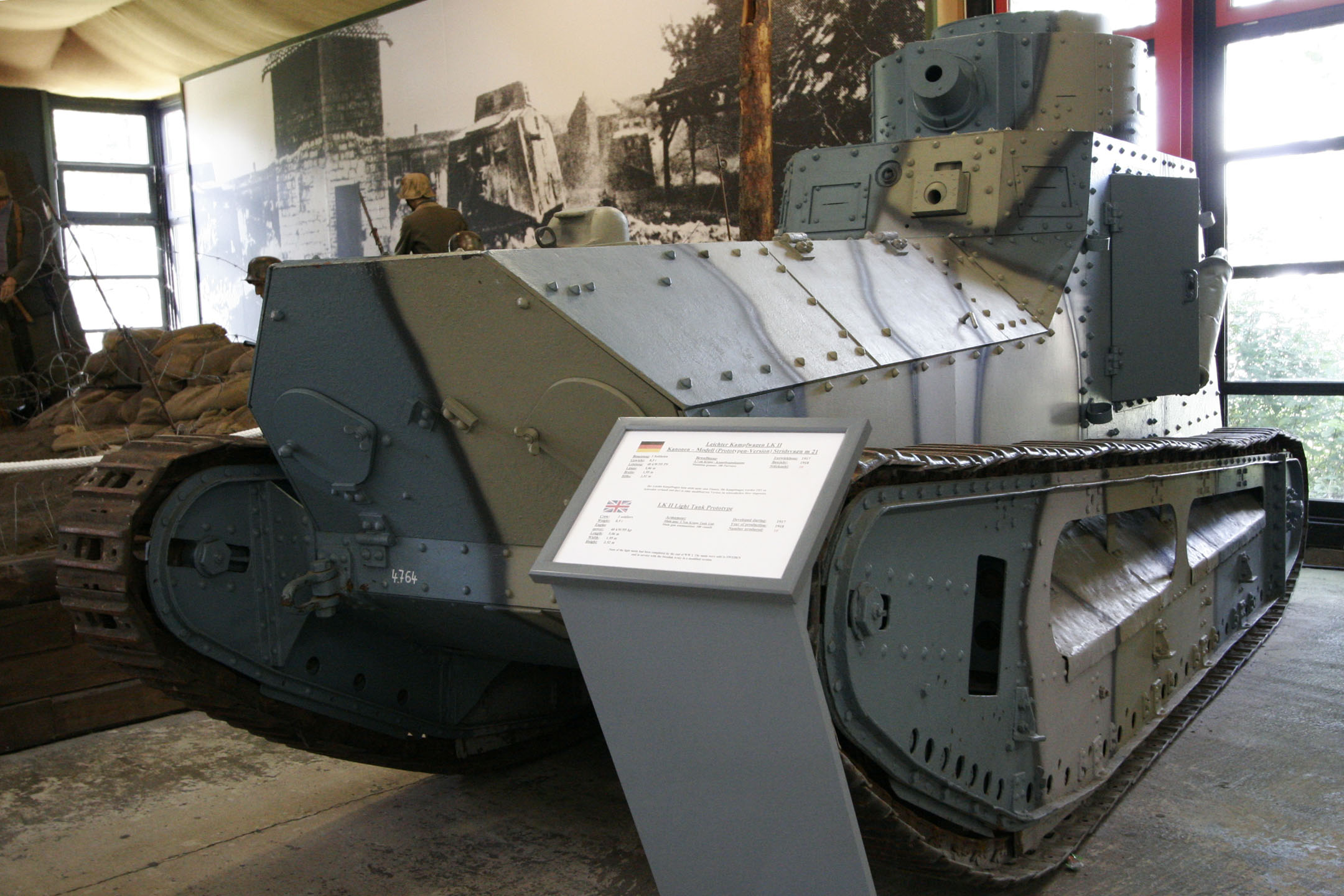
LK II

- A7V重型坦克
- K型超重型坦克（英语：K-Wagen）
- LK I轻型坦克
- LK II轻型坦克（英语：LK II）
- 上西里西亚突击坦克（英语：Sturmpanzerwagen Oberschlesien）

## 奥匈帝国
- 京特·伯斯汀機動火炮（英语：Gunther Burstyn）

## 義大利王国

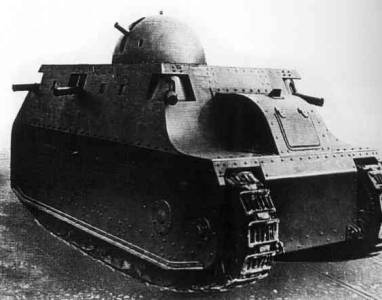
菲亞特2000

- 菲亞特2000轻型坦克（英语：Fiat 2000）

## 美国
- M1917六噸坦克（英语：M1917 light tank）
- 福特M1918三噸坦克（英语：Ford 3-Ton M1918）
- 霍爾特氣電坦克（英语：Holt gas electric tank）
- 骨架坦克
- 蒸汽坦克（英语：Steam tank）
- 蒸汽滾輪坦克（英语：Steam Wheel Tank）
- 三輪蒸汽坦克

## 俄罗斯帝国

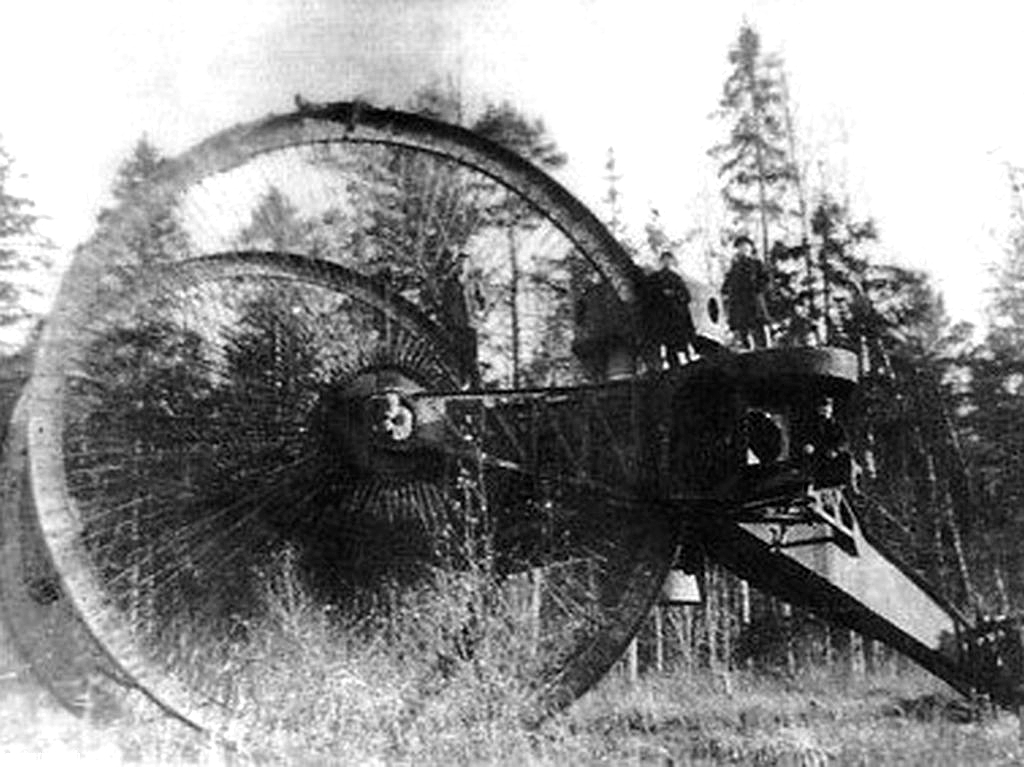
沙皇坦克

- 沙皇坦克（英语：Tsar Tank）
- 越野車式坦克（英语：Vezdekhod）
- 門捷列夫坦克（俄语：Танк Менделеева）
- 雷賓斯克坦克（俄语：Танк Рыбинского завода）